# Pesquisa empírica
A pesquisa empírica ou de campo é a busca de dados relevantes e convenientes obtidos através da experiência, da vivência do pesquisador. Tem como objetivo chegar a novas conclusões a partir da maturidade experimental do(s) outro(s).
Assim podemos entender que a pesquisa empírica é recolha de dados a partir de fontes diretas (pessoas) que conhecem, vivenciaram ou tem conhecimento sobre o tema, fato ou situação e que, podem causar diferenciação na abordagem e entendimento dos mesmos, conduzindo a uma mudança, acréscimo ou alteração profunda, relevante que não distorça, agrida ou altere o conteúdo principal mas sim que o enriqueça e transforme em conhecimento de fácil compreensão e também sentindo-se atraído pelo tal.